# Antipatros (Makedonien)
Antipatros, auch Antipas genannt, (altgriechisch Ἀντίπατρος Antípatros, latinisiert Antipater; * 398 v. Chr. in Paliura, Makedonien; † 319 v. Chr.), Sohn des Iolaos, war ein makedonischer Feldherr unter Philipp von Makedonien und Alexander dem Großen, dem er nach der Ermordung Philipps 336 v. Chr. die Thronfolge sicherte. Während Alexanders Asienfeldzug fungierte er als Statthalter des europäischen Reichsteils und konnte einen vom spartanischen König Agis III. entfachten Aufstand durch seinen Sieg in der Schlacht von Megalopolis etwa im Frühjahr 330 v. Chr. niederschlagen. Später stritt er sich mit Alexanders Mutter Olympias, wodurch sich sein Verhältnis zum König trübte. Nach Alexanders frühzeitigem Tod 323 v. Chr. kamen Gerüchte auf, dass er nicht einer Krankheit, sondern einer durch Antipatros veranlassten Vergiftung erlegen sei. Antipatros war nach Alexanders Ableben einer der wichtigsten Diadochen. Im von aufständischen griechischen Staaten ausgelösten Lamischen Krieg wurde er vom gegnerischen Heer vergeblich in Lamia belagert und vermochte im Herbst 322 v. Chr. mit Hilfe des Krateros auch diese Erhebung zu unterdrücken. Dann trat er der Koalition mehrerer Diadochen gegen den Reichsregenten Perdikkas bei, da dessen Streben nach der Königskrone seine Machtstellung gefährdete. Nach der Ermordung des Perdikkas durch dessen eigenen Soldaten wurde Antipatros neuer Reichsregent und verteilte im Sommer 320 v. Chr. auf der Konferenz von Triparadeisos die Provinzen des Alexanderreichs neu. Bald nach seiner Rückkehr nach Makedonien starb er 319 v. Chr. in hohem Alter. Er war der Stammvater des zweiten makedonischen Königshauses der Antipatriden.

## Leben

### Frühe Jahre
Antipatros wurde um 398 v. Chr. geboren, da er nach der Suda im Alter von 78 Jahren starb (319 v. Chr.). Damit war er etwa 17 Jahre älter als König Philipp II. und wurde wahrscheinlich schon unter dessen Vater Amyntas III. und Brüdern mit wichtigen militärischen und diplomatischen Aufträgen betraut. Dies könnte auch aus der Angabe der Suda geschlossen werden, dass Antipatros ein Geschichtswerk über die „Illyrischen Taten des Perdikkas“ verfasst habe. Er diente König Philipps II. als einer der engsten Vertrauten (Hetairoi) und hatte insbesondere in der Zeit vor Alexanders Thronbesteigung eine bedeutende Stellung inne. Für den König übernahm er auch, aufgrund dessen kriegsbedingter Abwesenheit, zeitweise die Regentschaft in Makedonien. Das Vertrauen, das er bei Philipp II. genoss, erhellt sich ferner durch einige überlieferte Anekdoten. So soll der König einmal geäußert haben, dass er zwar tief geschlafen habe und spät aufgestanden sei, aber Antipatros gewacht habe.
346 v. Chr. wirkte Antipatros gemeinsam mit Parmenion in Athen beim Philokratesfrieden als Unterhändler mit. Um dieselbe Zeit dürfte er auch das Kommando des Kriegs in Thrakien geführt haben. Nach dem makedonischen Sieg in der Schlacht bei Chaironeia 338 v. Chr. begab er sich gemeinsam mit Alexander dem Großen als Gesandter nach Athen, um einen Freundschafts- und Bündnisvertrag abzuschließen. Bei dieser Gelegenheit erhielt er das attische Bürgerrecht verliehen.

### Statthalter Makedoniens unter Alexander dem Großen
Unmittelbar nach der Ermordung Philipps II. 336 v. Chr. unterstützte Antipatros den jungen Alexander und sicherte ihm gemeinsam mit Parmenion die Thronfolge. So führte er Alexander in voller Rüstung in das Theater von Pella, wo er ihn zum König ausrief. Während der Zeit von Alexanders Feldzügen am Balkan und in Griechenland fungierte er als dessen Statthalter in Makedonien. Als Alexander 334 v. Chr. zu seinem Asienfeldzug aufbrechen wollte, rieten ihm Antipater und Parmenion davon ab. Stattdessen sollte er nach ihrer Meinung zuerst heiraten und einen Thronfolger zeugen. Sie drangen aber mit ihrem Vorschlag beim König nicht durch. Alexander ließ Antipatros unter dem Titel „Stratege von Europa“ wieder als Statthalter in Makedonien zurück. In dieser Stellung verfügte Antipater über weitgehende Vollmachten. Er war dafür verantwortlich, gelegentlich neue Truppen aus Makedonien und Griechenland nach Asien zur Verstärkung von Alexanders Heer zu entsenden. Außerdem sollte er das Verhältnis der hellenischen Staaten zu Makedonien auf der Basis des korinthischen Bundesfriedens erhalten und das makedonische Reich gegen etwaige Angriffe sichern. Für diese Aufgaben standen ihm 12.000 Mann zu Fuß und 1500 Reiter zur Verfügung, was etwa der Hälfte der makedonischen Gesamtheeresstärke entsprach.
Im Winter 334/333 v. Chr. sandte Antipatros 3000 Phalangiten und 650 Reiter aus Makedonien, Thessalien und Elis im Gefolge der rückkehrenden Makedonien-Urlauber als Heeresnachschub zu Alexander nach Gordion. Infolge der Pläne des griechischen Feldherrn Memnon und erfolgreicher militärischer Unternehmungen von Pharnabazos und Autophradates in der Ägäis drohte 333 v. Chr. die Gefahr der Landung einer persischen Flotte in Griechenland. Um ihr zu begegnen, ließ Antipatros eine Flotte zum Schutz der griechischen Küste aufstellen.
In Griechenland versuchte der spartanische König Agis III. einen Aufstand gegen Makedonien zu organisieren, um dessen Hegemonie über die hellenischen Staaten zu brechen und die spartanische Oberherrschaft im Peloponnes wieder zu errichten. Er warb mit persischem Geld griechische Söldner und gewann etwas später einen Teil der peloponnesischen Staaten für sich. Nach dem Tod des makedonischen Söldnerführers Korragos fielen Elis, sowie der größte Teil von Achaia und Arkadien zu Agis ab, während Athen abwartete. Antipatros erfuhr davon, als er in Thrakien nach dem Abfall des makedonischen Feldherrn Memnon wieder für Ruhe und Ordnung sorgen wollte. Er legte nach Möglichkeit die in Thrakien ausgebrochenen Unruhen gütlich bei, sammelte ein Heer von 40.000 Mann, marschierte nach dem Peloponnes und traf auf die feindliche Armee, als diese gerade die weiter zu Alexander haltende arkadische Stadt Megalopolis belagerte. Hier kam es im Herbst 331 oder Frühjahr 330 v. Chr. zur von Alexander abwertend als „Mäusekrieg“ titulierten  Entscheidungsschlacht, die mit Antipatros’ Sieg endete; Agis fiel im Kampf. Darauf berief Antipatros einen Synhedrion des korinthischen Bundes ein, auf dem die weitere Hegemonie Makedoniens über Griechenland bekräftigt wurde. Auf eine Eroberung Spartas verzichtete Antipatros, erzwang aber die Stellung von Geiseln und eine Bußgesandtschaft zu Alexander nach Asien, die den König um Verzeihung bitten musste.
Trotz seines kriegerisch-makedonischen Charakters galt Antipatros als gebildeter Mann. In seiner Zeit als Regent stand er in Briefkontakt mit den Philosophen Aristippos dem Jüngeren und Diogenes von Sinope. Von dem attischen Redner Isokrates, den er persönlich kannte, ließ er sich in der Kunst der Rhetorik unterweisen. Freundschaftlich nah stand er Aristoteles, der ihn zum Vollstrecker seines Testaments bestimmte.
In den letzten Regierungsjahren Alexanders kam es zu einer gewissen Entfremdung zwischen dem König und Antipatros. Dazu trug wohl Alexanders immer stärkere Hinneigung zu persischen Herrschersitten und sein Bruch mit dem volkstümlichen makedonischen Königtum bei, während Antipatros ein herausragender Vertreter der Tradition Philipps II. blieb. Die auf Alexanders Befehl erfolgte Ermordung Parmenions und die Hinrichtung seines Schwiegersohns Alexander der Lynkeste (330 v. Chr.) lösten bei Antipatros möglicherweise Besorgnis aus. Um sich abzusichern, soll er heimliche Verbindung mit den Aitolern aufgenommen haben. Ihm widerstrebte auch Alexanders Forderung göttlicher Verehrung. Laut der wohl auf Arrians Diadochengeschichte zurückgehenden Biographie, welche die Suda über Antipatros bringt, verweigerte er als einziger der Diadochen die Anrede Alexanders als Gott. Doch dürfte er weiterhin loyal zum König geblieben sein. So warb er 8000 griechische Söldner an, die er 328 v. Chr. als Verstärkungen zu Alexander nach Baktra schickte.
Antipater lag aber auch in Streit mit Alexanders herrschsüchtiger Mutter Olympias, die auf seine Autorität eifersüchtig war und in Briefen an Alexander verschiedene Anklagen gegen ihn erhob. 324 v. Chr. bestimmte Alexander in Asien den Feldherrn Krateros zur Rückführung der Veteranen und  Übernahme der Regentschaft in Makedonien, während Antipatros neu ausgehobene Truppen nach Babylon führen sollte. Bevor Krateros aber in Makedonien ankam, starb Alexander 323 v. Chr. in Babylon.

### Angebliche Rolle bei Alexanders Tod
Antipatros hatte inzwischen kurz vor Alexanders Tod beschlossen, sich nicht wie vom König gewünscht selbst zu diesem zu begeben, sondern seine Söhne Kassander und Iolaos zu schicken. Der Alexanderhistoriker Arrian berichtet in diesem Zusammenhang von dem Gerücht, dass die Abberufung des Antipatros in der Regentschaft durch andauernde Verleumdungen seitens der Olympias bei ihrem Sohn erfolgt sei. Darauf habe Antipater die Ermordung Alexanders durch Gift geplant. Aristoteles habe das Gift für Antipatros ausfindig gemacht, und dieser habe es Kassander ausgehändigt, der damit nach Babylon gezogen sei. Dort angekommen, habe Kassander das Gift seinem Bruder Iolaos übergeben, der als Mundschenk des Königs diente und diesem das Gift verabreichen konnte. Arrian verwirft aber diese Erzählung als unglaubwürdig. Auch Plutarch schildert ähnliche Gerüchte und führt aus, dass sie erst einige Jahre nach Alexanders Tod von Antipatros’ unerbittlichen Feindin Olympias verbreitet worden seien. Was die Mitwirkung des Aristoteles betrifft, so habe der Philosoph nach einer später von König Antigonos ausgestreuten Fama die Entnahme von giftigem Wasser bei der arkadischen Stadt Nonakris veranlasst, das dann in einem Eselshuf aufbewahrt und später Alexander verabreicht worden sei. Allerdings schränkt Plutarch ein, dass die meisten der ihm bekannten Historiker die angebliche Ermordung Alexanders – ähnlich wie später Arrian – für reine Fiktion hielten.
Ausgehend von der Wiedergabe solcher Gerüchte bildete sich in der antiken Geschichtsschreibung die These von einem Mordkomplott der Familie des Antipatros gegen Alexander heraus, die spätestens in der christlichen Geschichtsschreibung und der Verbreitung des Alexanderromans im Mittelalter in den allgemeinen Kanon aufgenommen wurde. Nach dieser ausgebauten Version habe Antipatros durch seinen Sieg bei Megalopolis gegen die Spartaner zuerst den Neid und durch die Intrigen der Olympias schließlich den Zorn Alexanders auf sich gezogen. Auf die Nachricht von seiner Ablösung durch Krateros habe Antipatros, wie auch Arrian berichtet, seinen Sohn Kassander mit einem Gift nach Babylon entsandt. Das Gift sei von Aristoteles geliefert worden, der es eigens dem todbringenden Wasser des – laut Herodot u. a. antiken Autoren bei der Stadt Nonakris gelegenem – Unterweltflusses Styx entnommen habe, um Rache für den Tod seines Neffen Kallisthenes nehmen zu können. In Babylon habe Kassanders Bruder Iolaos den Gifttrank für Alexander bereitet, als dieser bei einem Fest zum Kaiser der Welt gekrönt werden sollte. Nach der christlich-orthodoxen Geschichtsschreibung sei dieser Vorfall just an einem 14. September im 4900. Jahr nach der Erschaffung Adams eingetreten, jenem Tag, an dem die Orthodoxen auch die Kreuzerhöhung Christi feiern. Zusätzlich habe Iolaos dem im Sterben liegenden Alexander eine vergiftete Feder gereicht, um ihm vorgeblich das Erbrechen zu erleichtern, was aber letztlich zum Tod geführt haben soll.

### Diadoche

#### Rolle im Lamischen Krieg
Nach dem Tod Alexanders des Großen (Juni 323 v. Chr.) wurde Perdikkas als Reichsregent der führende Mann. Er anerkannte gemäß der damals in Babylon beschlossenen Satrapienverteilung, dass Antipatros weiterhin Makedonien und Griechenland verwalten sollte. Alexanders Ableben veranlasste aber die meisten Staaten Griechenlands zu einer Erhebung gegen die makedonische Vorherrschaft. Sie war schon seit einiger Zeit vor allem von Athen vorbereitet worden. So brach der sog. Lamische Krieg aus. Antipatros musste sich der Bekämpfung dieses Aufstands widmen, so dass er zunächst nicht an der Regelung des Reichsregiments teilnehmen konnte. Die Erhebung der Griechen war für ihn sehr gefährlich, weil das feindliche, vom attischen Strategen Leosthenes kommandierte Heer größtenteils aus kampferprobten Söldnern bestand und seine eigenen Streitkräfte durch die häufigen Verstärkungen, die er Alexanders Armee geschickt hatte, sehr geschwächt waren. Er schickte Boten zum auf dem Rückmarsch begriffenen, in Kilikien befindlichen Krateros und zum Statthalter des hellespontischen Phrygien, Leonnatos, um diese um rasche Unterstützung zu ersuchen. Inzwischen zog er alle verfügbaren Streitkräfte zusammen, insgesamt 13.000 Infanteristen und 600 Reiter, um mit ihnen nach Thessalien zu marschieren. Ein Truppenkontingent ließ er in Makedonien zurück, das wohl die Grenzen gegen einen etwaigen Angriff der Illyrer und Thraker schützen sollte, die sich dem Aufstand der Griechen angeschlossen hatten. Ferner unternahm Antipatros diplomatische Schritte in den griechischen Staaten, ohne damit anscheinend viel zu erreichen.
Unterdessen konnte Leosthenes den strategisch wichtigen Thermopylenpass besetzen und so der Hauptmacht des Antipatros den Zugang in das eigentliche Hellas sperren. Ein schwerer Rückschlag bedeutete für Antipatros auch der Abfall der Thessaler, die über eine ausgezeichnete Reiterei verfügten und so das Heer den verbündeten Griechen bedeutend verstärkten. Antipatros erlitt in offener Feldschlacht eine Niederlage und verschanzte sich in Lamia. Nachdem Leosthenes’ Versuche, die Stadt zu erstürmen, misslungen waren, ließ er sie umfassend blockieren. So geriet das eingeschlossene makedonische Heer durch die drohende Lebensmittelknappheit in große Not. Von Antipatros eingeleitete Friedensunterhandlungen, scheiterten an den weitgehenden Forderungen der Gegner. Die Lage der Makedonen besserte sich aber wieder, als die Aitoler und andere Kontingente der Bundesgenossen abzogen und Leosthenes bei einem von Antipater unternommenen Ausfall durch einen Steinwurf tödlich verletzt wurde. Außerdem nahte Leonnatos mit einem Entsatzheer heran. Antiphilos, der Nachfolger des Leosthenes, brach die Belagerung Lamias ab, zog Leonnatos entgegen und besiegte ihn in einer im Frühjahr 322 v. Chr. ausgetragenen Schlacht, wobei Leonnatos fiel. Doch es gelang Antipatros, seine Truppen mit dem geschlagenen makedonischen Entsatzheer zu vereinigen.
Nun zog Antipatros nordwärts nach Thessalien, wobei er den Weg über gebirgiges Terrain wählte, um der thessalischen Reiterei einen eventuell geplanten Angriff zu erschweren. In Thessalien überschritt er den Peneios und wollte hier die Ankunft des Krateros abwarten. Die einheitliche Kriegführung der Makedonen zeigte sich gegenüber jener der Griechen, die abermals durch den Abzug verschiedener Kontingente geschwächt waren, immer überlegener. Auch zur See blieben die Makedonen den Athenern gegenüber im Vorteil. Im Sommer 322 v. Chr. konnte Antipatros schließlich seine Truppen mit jenen des nun eingetroffenen Krateros vereinigen. Letzterer überließ Antipatros, als dem älteren Feldherrn, den Oberbefehl, obgleich die Truppen lieber Krateros wegen seiner heldenhaften Erscheinung und seines leutseligen Auftretens als Oberkommandierenden gesehen hätten. Im August 322 v. Chr. schlugen Antipatros und Krateros das vereinigte Heer der Athener, Thessaler und des Aitolischen Bundes in der Schlacht von Krannon.
Zwar war diese Schlacht nicht entscheidend, doch schwächte ihr Ausgang den Widerstandswillen der Griechen. Die anschließenden Unterhandlungen, die das griechische Bundesheer mit den makedonischen Feldherren einleitete, scheiterten. Antipater und Krateros eroberten nun aber mehrere thessalische Städte, vor allem Pharsalos, woraufhin die griechischen Staaten einzeln um Frieden baten. Antipater gewährte ihnen relativ günstige Friedensabschlüsse. So hatte er hauptsächlich nur noch die Aitoler und Athener zu unterwerfen. Er zog zunächst gegen Athen und brachte durch den Anmarsch seines Heeres die Athener zur Annahme eines Friedens, der ganz in seinem Sinn war. Die Athener mussten eine makedonische Besatzung in Munychia aufnehmen. Die Ausübung des Bürgerrechts wurde an einen bestimmten Zensus gebunden, wodurch die Mehrzahl der Bürger, vor allem jene, die zur Kriegspolitik geneigt hatten, ihre politischen Rechte verloren. Antipatros beseitigte so die athenische Demokratie und installierte eine oligarchische, makedonenfreundliche Regierung unter Phokion, Die Anführer der antimakedonischen Opposition, namentlich Demosthenes und Hypereides, die zum Tod verurteilt wurden, fanden bald ihr Ende. Außerdem hatte Athen auf den Besitz der Insel Samos zu verzichten und musste hohe Kontributionen zur Begleichung der Kriegskosten bezahlen. Es konnte kaum noch selbständige Politik betreiben und besaß nur noch eine kommunale Autonomie.

#### Teilnahme an der Koalition gegen Perdikkas; Tod
Nach der Herstellung des Friedens mit Athen (September 322 v. Chr.) und der Regelung der Verhältnisse auf dem Peloponnes kehrte Antipatros nach Makedonien zurück, um einen Feldzug gegen die Aitoler vorzubereiten, die als einzige griechische Kriegsbeteiligte noch zu weiterem Widerstand bereit waren. Der Bund der Hellenen war infolge seiner Niederlage bei Krannon aufgelöst worden, und die Ruhe im übrigen Hellas schien durch die allgemeine Regelung der Verhältnisse der griechischen Staaten, wobei Antipatros überall die Einführung oligarchischer Verfassungen begünstigte, gesichert zu sein. Um auch für sein weiteres Einvernehmen mit Krateros zu sorgen, vermählte er diesen mit seiner ältesten Tochter Phila.
Noch im Winter 322/321 v. Chr. v. Chr. unternahmen Antipatros und Krateros mit 30.000 Infanteristen und 2500 Reitern ihren geplanten Zug gegen die Aitoler, die sich in schwer zugängliche Gebirgsregionen zurückgezogen hatten. Nach anfänglichen Abwehrerfolgen gerieten die Aitoler bald in große Bedrängnis. Doch nun erschien der aus Asien nach Europa geflohene Antigonos Monophthalmos im Lager der makedonischen Feldherren und warnte sie vor den ehrgeizigen Plänen des nach der Königskrone strebenden Reichsregenten Perdikkas. Letzterer verstieß auch dementsprechend Antipatros’ Tochter Nikaia, die er erst kurz zuvor geheiratet hatte, um Kleopatra, die Schwester Alexanders des Großen, heiraten zu können. Es kam ein gegen Perdikkas gerichtetes Bündnis zwischen Antipatros, Krateros und Antigonos zustande, für das auch der ägyptische Satrap Ptolemaios gewonnen wurde, der schon früher einen Kooperationsvertrag mit Antipatros vereinbart hatte. Antipatros sollte die Statthalterschaft in Südosteuropa behalten, Krateros den Oberbefehl in Asien führen. Die beiden makedonischen Feldherren schlossen zunächst einen Frieden mit den Aitolern, wobei sie aber an eine Wiederaufnahme des Kampfes bei günstigerer Gelegenheit und Ergreifung entschiedener Maßregeln gegen dieses Volk dachten.
In der Folge brach der erste Diadochenkrieg aus. Antipatros und Krateros machten sich auf den Weg nach Kleinasien und überquerten deshalb den Hellespont. Sie scheiterten aber bei ihren Bemühungen. Eumenes, den bedeutendsten und treuesten Feldherrn des Perdikkas, auf ihre Seite hinüberzuziehen. Die beiden Feldherren trennten sich danach; Krateros zog gegen Eumenes, während Antipatros sich nach Kilikien begab, um den Kampf gegen Perdikkas aufzunehmen. Nachdem Krateros im Frühjahr 320 v. Chr. in der Schlacht am Hellespont gegen Eumenes unterlegen und gefallen war, übernahm Antipatros das verlassene Heer des getöteten Heerführers. Dann wollte er Ptolemaios zu Hilfe ziehen, gegen den sich Perdikkas zuerst vorzugehen entschlossen hatte. Doch scheiterte der Reichsregent schon beim Übergang über den Nil und wurde im Mai/Juni 321 v. Chr. von seinen eigenen Truppen getötet.
Ptolemaios übertrug die Fürsorge für die Könige Philipp III. Arrhidaios und Alexander IV. Aigos einstweilen Peithon und Arrhidaios, die nun auch kurzzeitig als neue Reichsregenten fungierten. Mit diesen traf Antipatros im Sommer 320 v. Chr. auf der Konferenz von Triparadeisos in Koilesyrien zusammen. Er geriet in Lebensgefahr, als er einen von Eurydike, der Gemahlin von Philipp Arrhidaios, geschürten Aufstand der aus Ägypten zurückgekehrten Truppen beizulegen suchte. Doch gelang es ihm aufgrund seiner Autorität als einer der ältesten Generäle, diese Erhebung zu dämpfen und von der Heeresversammlung zum neuen Reichsregenten ernannt zu werden. In dieser Eigenschaft legte er durch eine Neuverteilung der Provinzen (Satrapien) eine modifizierte Machtverteilung des Reiches fest. Auch wurden die beiden Anhänger Perdikkas’, Eumenes und Alketas, geächtet. Dem Antigonos übertrug Antipatros den Oberbefehl über das Reichsheer in Asien und stellte ihm zur Kontrolle seinen Sohn Kassander als Chiliarchen zur Seite. Auch überließ er ihm die Aufsicht über die Könige und die Führung des weiteren Kriegs gegen Eumenes. Anschließend machte er sich auf den Rückweg nach Makedonien, wobei ihm die Uneinigkeit im Lager der verbliebenen Perdikkas-Anhänger zugutekam. Als er durch Lydien zog, plante Eumenes einen Angriff auf ihn in der Ebene von Sardes, doch konnte Kleopatra Eumenes von diesem Vorhaben wieder abbringen. Inzwischen hatten sich Antigonos und Kassander zerstritten. Trotz der Warnungen seines Sohns ließ sich Antipatros wieder durch Antigonos beruhigen und übergab ihm sogar einen Teil seiner Truppen für den Krieg gegen Eumenes. Er führte nun aber die beiden Könige und Eurydike mit sich nach Europa zurück, wo er wohl Anfang 319 v. Chr. nach Überschreitung des Hellesponts eintraf.
In Griechenland hatten sich inzwischen die Aitoler bald nach dem Abmarsch des Antipatros erhoben und waren in Thessalien eingefallen. Der von Antipatros als Feldherr in Makedonien zurückgelassene Polyperchon hatte jedoch Thessalien erneut unterworfen und die Ruhe wiederhergestellt. Antipatros zog sich kurz nach seiner Rückkehr nach Makedonien eine schwere Krankheit zu. Er empfing noch den athenischen Redner Demades, der um den Abzug der makedonischen Garnison vom Munychia-Hügel bat. Auf Veranlassung Kassanders wurde Demades aber wegen seines verräterischeren früheren Briefverkehrs mit Perdikkas getötet. Bald danach starb Antipatros etwa im Sommer 319 v. Chr. im Alter von etwa 78 Jahren, nachdem er Polyperchon, als einen der ältesten und angesehensten Generale Alexanders, zu seinem Nachfolger als Reichsregent ernannt und seinem Sohne Kassander die Chiliarchie übertragen hatte. Kassander war aber mit der Entscheidung nicht zufrieden, bestritt daher diese Regelung und löste damit den zweiten Diadochenkrieg aus.

## Familie
Aus seiner Ehe mit einer namentlich nicht mehr bekannten Frau hatte Antipatros mehrere Kinder:
- Kassander († 297 v. Chr.), König von Makedonien
- Iolaos († um 318 v. Chr.)
- Phila († 287 v. Chr.)
  - ⚭ mit Balakros († um 323 v. Chr.)
  - ⚭ mit Krateros († 320 v. Chr.)
  - ⚭ mit Demetrios Poliorketes († 283 v. Chr.)
- Eurydike († nach 280 v. Chr.), ⚭ mit Ptolemaios I. († 283/82 v. Chr.)
- Nikanor († 317 v. Chr. von Olympias ermordet)
- Philippos († nach 312 v. Chr.), Vater von Antipatros II.
- Alexarchos († ?), Gründer von Uranopolis
- Pleistarchos († nach 295 v. Chr.)
- Nikaia († vor 302 v. Chr.)
  - ⚭ mit Perdikkas († 320 v. Chr.)
  - ⚭ mit Lysimachos († 281 v. Chr.)
- unbekannte Tochter, ⚭ mit Alexander dem Lynkesten († 330 v. Chr.)